# Rudi Fink
Rudi Fink (Cottbus, 6 giugno 1958) è un ex pugile tedesco.

## Palmarès

### Olimpiadi
- 1 medaglia:
  - 1 oro (Mosca 1980 nei pesi piuma)